# Qiushi
Qiushi (chinesisch 求是, Pinyin Qiúshì) ist eine zweimal im Monat erscheinenden chinesische Partei-Zeitschrift. Übersetzt bedeutet ihr Titel: „Suche nach Wahrheit“. Sie wird seit dem 1. Juli 1988 vierzehntäglich vom Zentralkomitee der Kommunistischen Partei Chinas veröffentlicht und ist deren Organ. Sie wurde als das „Theoriejournal der KP“ bezeichnet.
Der Name der Zeitung kommt von dem Ausspruch „Die Wahrheit in den Tatsachen suchen“ (实事求是,  Shí shì qiú shì), einer der zentralen, von Deng Xiaoping (1904–1997) verwendeten Formeln, womit dieser die Reformpolitik einleitete. Die chinesischen Schriftzeichen auf dem Logo der Zeitschrift wurden von Deng Xiaoping persönlich geschrieben. Die englische Version wurde 2009 veröffentlicht. Der Vorgänger von Qiushi war Hongqi (红旗, wörtlich: „Rote Fahne“ / engl. Red Flag), veröffentlicht von 1958 bis 1988.
Im Juni 2016 beging Zhu Tiezhi (1960–2016), der stellvertretende Chefredakteur von Qiushi, Selbstmord. Laut einem Artikel von Caixin (财新) war Zhu Tiezhi „deprimiert von den ideologischen Auseinandersetzungen innerhalb der Partei zwischen den Reformisten und den zunehmend virulenten Anhängern einer konservativen Linie in Übereinstimmung mit den Losungen Präsident Xi Jinpings.“